# 栄浜郡

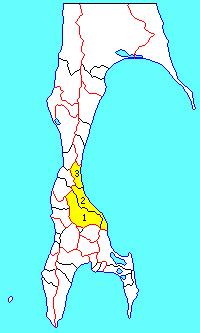
樺太・栄浜郡の位置（1.落合町 2.栄浜村 3.白縫村）

栄浜郡（さかえはまぐん）は、日本の領有下において樺太に存在した郡。
当該地域の領有権に関しては樺太の項目を参照。

## 郡域
1915年（大正4年）に行政区画として発足した当時の郡域は、落合町、栄浜村、白縫村の1町2村の区域に相当する。

## 歴史

### 先史時代
旧石器時代の遺物では、紋別郡白滝産黒曜石の細石刃が、落合町の遺跡から出土。また、落合の街から約3kmほど南、樺太東線の線路西側から宗仁式縄文土器も出土している。

### 古代
栄浜郡域では、古墳時代前期まで続縄文文化に属するアニワ文化（遠淵式）が栄えた。栄浜村大字栄浜字栄浜の栄浜チャシからは、薄手縄文土器（後北式土器）が出土。栄浜チャシは、栄浜市街地から樺太東線に沿って1km南、線路東側の台地上にある。また、当時の栄浜郡域は琥珀の産地であり、北日本各地の当時の遺跡からの出土もみられ、その流通はかなり広範囲に及んでいた。
その後樺太で興った鈴谷文化が4世紀末まで続き、5世紀ころからオホーツク文化が栄えた。オホーツク文化は、『日本書紀』や『続日本紀』に記述が見える粛慎(みしわせ)に比定されており、彼らは飛鳥時代に阿倍比羅夫と交戦したとされる。平安時代の10世紀から11世紀にかけての擦文文化進出の影響とみられる、カマドのあるオホーツク人の住居跡が、栄浜村の遺跡から発見されている。オホーツク人たちは、擦文文化進出とともに樺太南部から駆逐された。
平安時代中期（11世紀）ころには、矢羽や甲冑などの材料となるオオワシ羽やアザラシ皮などを求め、擦文文化の担い手が栄浜郡域にも進出。続縄文人や擦文文化の担い手は、先史時代の縄文文化の担い手の末裔である。当時の和人社会では武士が台頭し、需要が高いワシ羽や海獣皮は重要な交易品として、安倍氏や奥州藤原氏をはじめとする奥羽の豪族の手を経て全国に流通した。同時に、和人社会からの産品も流入し、擦文文化からアイヌ文化への転換の契機になったとみられる。

### 中世
鎌倉時代以降、蝦夷管領・安東氏が蝦夷の押えとして君臨し、唐子と呼ばれる蝦夷（アイヌ）を統括していた記録が、当時の文献『諏訪大明神絵詞』に見られる。中世の安東氏は奥州藤原氏を引き継ぐかたちで、十三湊を拠点に日本海北部を中心にかなり広範囲にわたって活動しており（『廻船式目』）、陸の豪族であるとともに安藤水軍と呼ばれる武装船団を擁した。蝦夷社会で騒乱が起こるとこれを鎮めるため、しばしば津軽から出兵したという。
室町時代になると、安藤水軍は関東御免船として活動。和産物を蝦夷社会へ供給し、北方産品を大量に仕入れ全国に出荷していたという（『十三往来』）。当時のアイヌ文化確立の過程を伺う遺物として、栄浜チャシや魯礼遺跡からは、和人社会から流入する鉄鍋の影響を受けた内耳土器も出土。このほか、郡域内からはアイヌ文化期の土製煙管なども見つかった。安東氏は応永年間に「北海の夷狄動乱」を平定し、日之本将軍と称した。
15世紀末になると、文明17年（1485年）には蝦夷管領の代官武田信広（松前家の祖）は、銅雀台瓦硯を唐子の乙名から献上され、その配下にしたという（『福山秘府』）。唐子は北海道日本海側や北海岸および樺太南部、後の西蝦夷地に相当する地域に居住し、生活物資などを入手するため十三湊や渡党の領域まで赴いた（城下交易も参照）。当初の樺太は「初島」や「向島」と呼ばれていた。

### 近世
江戸時代の慶長8年（1603年）、宗谷に役宅が置かれ西蝦夷地に属する栄浜郡域はその管轄となり、樺太住民の樺太アイヌたちは宗谷でオムシャを行い交易。貞享2年（1685年）になると宗谷場所に含まれた。以降、住民は和人地まで赴く必要はなくなった。元禄13年（1700年）、松前藩から幕府に提出された松前島郷帳に「ないふつ」とあり、これは後の栄浜村内淵である。宝暦2年（1752年）ころシラヌシ（本斗郡好仁村白主）にて交易がはじめられ、寛政2年（1790年）南端の白主に、松前藩が樺太商場（場所）を開設、樺太場所開設時の場所請負人は阿部屋村山家。幕府は勤番所を置く。栄浜郡域の近くでは久春古丹（大泊郡大泊町楠渓）に交易の拠点や藩の出先機関が置かれ、そこで住民に対する撫育政策としてオムシャなどを行った。オムシャでは役蝦夷の任免のほか、老病者などに御救米の支給などの介抱も行われた。当時の地方行政の詳細については、場所請負制成立後の行政および江戸時代の日本の人口統計も参照。また、栄浜村の魯礼や内淵は樺太場所が開設されるまで、オロッコやニクブンとの交易地となっていた（オロッコ交易）。
その後、場所請負人は、寛政8年から大阪商人・小山屋権兵衛と藩士・板垣豊四郎、翌9年からは板垣豊四郎単独の請負い。寛政12年（1800年）松前藩がカラフト場所を直営とし、藩士・高橋荘四郎と目谷安二郎が管理し、兵庫商人・柴屋長太夫が仕入れを請負った。

#### アイヌ乙名の山丹渡航
『北夷分界余話』によると、18世紀後半、ナヨロ（泊居郡名寄村）の惣乙名によって、交易相手のスメレンクル夷や山丹人が殺害され商品が奪われた事件が発端となり、その報復でナエフツ（栄浜村内淵）のアイヌ乙名も朝貢交易を求められ、満州人より郷長（ガシャン・ダ）の称号を与えられた（冊封）。樺太東岸ではナエフツ以北のアイヌ乙名が山丹渡航していたが、頻度は数年に一度程度で済んだという。しかし、アイヌ乙名たちにとって山丹との交易は大きな負担となった。
ただし、アイヌ乙名たちは幕藩体制下の郷村制の役職も持ちながら山丹渡航しており、薩摩藩の附庸国であった琉球王国に近い位置づけの外交関係や交易形態であった。
紛争などが原因で朝貢を強要された例は、他に李氏朝鮮の仁祖があり、その経緯は大清皇帝功徳碑も参照されたい。

#### 第一次幕領期
文化4年（1807年）文化露寇が発生、栄浜郡域を含む西蝦夷地が松前奉行の管轄する公議御料（幕府直轄領）とされ（〜1821年、第一次幕領期）、樺太場所請負人は柴屋長太夫となる。
文化5年（1808年）は会津藩が樺太警固をおこなう。文化6年(1809年)西蝦夷地から樺太が分立、この年からの警固は弘前藩に交代し、栖原家が伊達家と共同で北蝦夷地(文化6年6月、唐太から改称)場所を請負う。
北方の緊張が解消された文政4年（1821年）、栄浜郡域は松前藩領に復した。
山丹交易改革
また、松田伝十郎の改革では、山丹交易を幕府直営とし白主会所のみで行うこととなった。山丹交易改革時、来航する山丹人に対する借財のうち支払いできない分を幕府が肩代わりし、困窮するアイヌを債務から救済した。その後、過酷ではあるが亜庭湾の漁場などへ出稼ぎし生計を立てる者もいた。また、このときアイヌ乙名たちの山丹渡航も禁じた。

#### 松前藩や江戸幕府による北蝦夷地検分
当時、北緯50度線以南のカラフト南部は「初島」と呼ばれた。
享和元年（1801年）に中村小市郎（意積）が、東浦（東岸）のナイブツ（栄浜村内淵）まで踏査（『唐太雑記』）。
第一次幕領期、文化5年（1808年）樺太検分のため、間宮林蔵も渡樺し栄浜郡域も踏査。林蔵は、南のトンナイチャ方面から栄浜郡域に入り、栄浜村の押江と内淵、相浜や小田寒に宿泊。その後、さらに北へ向けて踏査した。
また、幕末の安政元年(1854年)6月、目付堀利照・勘定吟味役村垣範正らが東はオハコタン(白縫村箱田)まで調査した。
弘化3年（1846年）と安政4年（1857年）の2回、松浦武四郎も訪れた。武四郎は栄浜中知床岬線（弘化3年のみ）、大泊国境線（栄浜以南のシュシュヤ越は安政4年のみ）、真縫久春内線の前身にあたる道沿いに旅し、栄浜郡域内では１回目栄浜村のイヌヌシナイ(犬主)、ヲシヨエコタン（押江）、ナイブツ（内淵）、白縫村のマトマナイ(真苫)やマーヌイ（真縫）など、幕吏として訪れた2回目はタコイ（多古恵、落合町大谷）、栄浜村のナイブツ、ヲタサン（小田寒）、シラ｀ヲロ（白縫村白浦）に宿泊。当時の様子は、後に刊行された書籍に記述あり。
○『鈴木重尚　松浦武四郎　唐太日記』（嘉永7年（1854年刊行）に、弘化3年当時の状況の一部が記述が見える。
- 落合町・・・鈴木重尚が通ったシュシュヤ越（大泊国境線の前身）
  - ケナシ・・・アイヌの小屋1軒
  - フルシチャン・・・漁をする小屋1軒
  - トノシチヤャシ・・・アイヌの家1軒、夫婦でクシュンコタン（大泊郡大泊町楠渓町）へ出稼ぎ
  - タコエ（多古恵、大谷）・・・小使サーブニアイノの家
  - シアンチャ・・・アイヌの家2軒
- 栄浜村
  - ナエブツ（内淵）・・・アイヌの家
  - アイ（相浜）・・・アイヌの小屋
  - ヲタサン（小田寒）・・・乙名ヲマシネの家
- 白縫村
  - キトウシ・・・マトマナイ（真苫）川を過ぎ6キロの場所、アイヌの家
  - シララヲロ（白浦）・・・人家12～13軒、若いアイヌは運上屋（クシュンコタン）へ出稼ぎに行く
  - マーヌイ（真縫）・・・人家。上川伝次郎がクシュンナイ川上流の分水嶺チベアケ（カモイコタン）に打った、西岸との境界票がある
  - オハコタン（箱田）・・・神社
  - ホウコタン・・・土地（チカヘロシナイ、元泊郡帆寄村近幌）の人の小屋

○北蝦夷餘誌（安政3年、1856年の状況）
- 栄浜村
  - ナイフツ（内淵）・・・宿舎、アイヌの家6軒（若い者は稼ぎに出ていた）
- 白縫村
  - シラ｀ヲロ（白浦）・・・この島で一番大きな家に招かれた
  - ヲハゴタン（箱田）・・・鹿島神社

#### 樺太直捌場所の分立
安政年間(1854年～1860年)以降、東岸は中知床岬以北のオホーツク海側が幕府直捌となる。
安政3年（1856年）鳥井権之助、箱館奉行から北蝦夷地差配人を拝命。4月、総勢18人の調査隊が栄浜村のナイブツ(内淵)、白縫村のホロナイ（保呂）とマアヌイ（真縫）を探査。さらに真縫からマアヌイ河流域を遡り、西浦のクシュンナイ（久春内郡久春内村）方面に向かった。
安政4年（1857年）土方、木挽き、大工、鍛冶、番人、漁夫など総勢45人を白縫村のワアレ（輪荒）やシララヲロ（白浦）などで越冬させたところ、想像以上に寒さが厳しく脚気や栄養失調で越冬者の半数以上の24人が死亡した。多数の者が病死した知らせが同年6月故郷の越後に届き、越後国蒲原郡井栗村の大工職・平次郎の妻よつは、女性一人でワアレに向け旅立ったという。漁場の状況については北海道におけるニシン漁史も参照されたい。郡域内は、南は東冨藍（トンナイ）領、ショウンナイ（宗運）を境に栄浜領、シルトロ（富浜村白浜付近）より北は白濱（白浦）領や輪在領に属した。当時の行政区分については領の項目も参照。
○東浦漁場（東・南方より順次記載）安政5年（1858年）当時の割当
- 米屋喜代作(慶応二年以降の佐野孫右衛門)
  - 拠点・・・イヌヌシナイ（犬主）
  - 受持ち場所・・・東冨藍（トンナイ）領のうち、南のアンナスシナイ（亜南）より北のノッサン（野寒）まで
  - 福浜村の大部分（後の栄浜村南東部）を割当てられ、イヌヌシナイ(犬主)に漁場を開いたが経営は困難を極めた。文久3年に漁場返納を却下され、さらに3年間経営を継続。
- 松川弁之助・・・権之助の義兄
  - 拠点・・・ロレイ（栄浜村魯礼）に会所（運上屋）
  - 受持ち場所・・・栄浜領のうち、南のショウンナイ（宗運）より北のロレイ（魯礼）まで
  - 北蝦夷地(樺太)御直場所差配人元締役を拝命、福浜村北部（合併後の栄浜村南東部）から栄浜村東部を割当てられ漁場の経営に当った。
- 10代目・山田文右衛門（清富）
  - 拠点・・・シュシュウシナイ(栄浜)
  - 受持ち場所・・・栄浜領のうち、東のサツサツ（察札）より西のシルトロ川（白浜付近）まで。
  - 差配人並を拝命し、内淵川の川口を含む栄浜村と富浜村東部（合併後の栄浜村西部）を割当てられ、私費を投じ数か所の漁場を開いたが、松川らが撤退し元治元年（1864年）の漁を最後に樺太から撤退。
- 佐藤広右エ門・・・弁之助の義弟で、越後国新潟の人
  - 拠点・・・シララオロ（白縫村白浦）
  - 受持ち場所・・・白濱（白浦）領北部と輪在領、南のシルトロ（富浜村白浜付近）より北のチカヘルウシナイ（元泊郡帆寄村近幌）まで
  - 差配人を拝命。富浜村西部（後の栄浜村西部）、白縫村、元泊郡帆寄村南部にまたがる地域を割当てられ漁場を開いた。

※いずれも、後に栖原家に取捌を引継ぐこととなった。
幕末の状況について、「北海道歴検図」のカラフトの部分の絵図と松浦武四郎の「北蝦夷山川地理取調図」等によると、通行屋・小休所では、トンナイチャ(富内郡富内村富内)からシララカ(白縫村白浦)までの間、栄浜中知床岬線や栄浜以北の大泊国境線の前身にあたる道沿いに、途中3カ所を入れて5カ所の「通行屋」があった。また、その北のマーヌイ白縫村真縫)に「小休所」が描かれていることから、フヌフ（元泊郡元泊村班伸、元泊の北・樫保の南）付近まで道が続いていた模様。
幕末当時の東浦における宗教施設や漁場については下記のとおり。
○東浦の神社（東・南方より順次記載）
- 栄浜村・・・露麗・ロレイ（魯礼）弁天社
- 白縫村・・・ヲハコタン(箱田)鹿島神社・小社（鹿島の神勧請）

○東浦漁場（東・南方より順次記載）慶応3年12月 栖原家十代寧幹時代の樺太漁場
- 栄浜村・・・シュシュンナイ(栄浜)、ナイブツ(内淵)
- 富浜村・・・アイ(相浜)

#### 幕末の樺太警固（第二次幕領期）
安政2年（1855年）日露和親条約で、未確定のまま樺太国境は棚上げ先送りになった。栄浜郡域は再び公議御料となり、秋田藩が警固を行った。冬季は漁場の番屋に詰める番人が足軽となり武装して警固を行った。また、松川弁之助は東浦のマアヌイ（白縫村真縫）に取締所を建てている。当初はワアレイ(白縫村輪荒)に「御取締役所」を新設する計画であったという。マーヌイにはオランダ式のストーブ3器が配置された。万延元年（1860年）樺太警固は仙台・会津・秋田・庄内の4藩となるが諸藩の負担は大きく、文久3年（1863年）以降は仙台・秋田・庄内の3藩体制となる。慶応3年（1867年）樺太雑居条約で樺太全島が日露雑居地とされた。

### 大政奉還後
大政奉還後の慶応4年（1868年）4月12日、箱館裁判所(閏4月24日に箱館府と改称)の管轄となり、6月末、岡本監輔は、箱館府の公議所(裁判所)を開設し、王政復古を布告して出張所を設けた。公議所の官員が派遣された出張所2箇所の内訳は次のとおり。シュシュウシナイ(栄浜)に参事西村伝九朗、シララオロ(白浦)に従事吉田福太郎が赴任。。明治2年（1869年）北蝦夷地を樺太州（国）と改称、開拓使直轄領となった後、明治3年（1870年）いったん開拓使から分離し樺太開拓使領となったが、明治4年（1871年）北海道開拓使と再統合し開拓使直轄領に戻り、8月29日廃藩置県を迎える。このころ行われた文明開化期の事象としては、神仏分離令、壬申戸籍編製、散髪脱刀令、平民苗字必称義務令公布などが挙げられる。アイヌは百姓身分だったため、平民となった。明治8年（1875年）、樺太千島交換条約によりロシア領とされたが、同条約第六款において、日本人の漁業権が認められており、露領時代の栄浜郡域沿岸は東海岸漁区（中知床岬から北知床岬まで）の範囲に含まれた。しかし、栖原家は樺太撤退を余儀なくされ、雇用関係にあったアイヌを中心に日本国籍を選択、北海道に移住した。一方、残留した者も、生活必需品の入手が困難となった上職を失い不自由な生活を強いられた。

### ロシアの侵出とロシア領時代
安政2年（1855年）日露和親条約で樺太国境が未確定のまま棚上げ先送りとされた後、安政6(1859年)には、少数のロシア兵が東海岸のマーヌイ(白縫村真縫)にマヌエ哨所を建設（ロシア軍艦対馬占領事件や帝国主義・南下政策も参照）。これが栄浜郡域における初の侵出である。慶応2年(1866年)には、ナイプチ(栄浜村内淵)にも小屋を建築される。
1867年樺太全土を日露雑居地とする樺太雑居条約の締結後、明治2年末に、ナイブチ川上流のタコエ（多古恵、落合町大谷）にロシア帝国政府が試験的に派遣した農民21家族100人余が移住した。周辺での漁業をめぐり紛争があった。
1875年の樺太千島交換条約締結後のロシア領時代、1890年（明治23年）、流刑地・樺太の調査をおこない、後に報告記「サハリン島」を執筆した作家のアントン・チェーホフが、上陸した大泊から落合町の大谷や落合、栄浜村内淵付近まで足を伸ばしている。

### 日本領復帰後
- 1905年（明治38年）
  - 7月 - 日露戦争・樺太の戦いで、日本軍第13師団が占領。18日、落合に進軍。19日、渡瀬の戦闘。31日、在樺太ロシア軍降伏。
  - 8月1日 - 軍政が敷かれ、南樺太に4つの軍政署を開設。栄浜郡域は第三仮軍政区の管轄となる。軍政区署はガルキノウラスコエ（落合町）。
  - 8月28日 - 内務省下樺太民政署コルサコフ支所の管轄となる。
  - 8月29日 - 内淵川上流にて、ノタサン方面から逃れてきたロシア軍残党の形跡発見。
  - 8月30日 - ウロタヘ原野の戦闘。ロシア軍残党降伏。
  - 9月1日 - 日露休戦条約を締結。
  - 9月4日 - 樺太民政署の管轄となる。豊原に支所、落合に出張所を開設。
  - 9月5日 - ポーツマス条約締結により日本領に復帰。
- 1907年（明治40年）3月14日 - 内務省の下部組織樺太庁発足、ウラジミロフカ支庁ガルキノウラスコエ出張所の管轄となる。
- 1908年（明治41年）4月 - 管轄支庁を豊原支庁に改称。
- 1909年（明治42年）
  - 大谷出張所および栄浜出張所を設置。ガルキノウラスコエ出張所廃止。
  - 同年、樺太庁令で「部落総代規定」を制定。主要集落に町村長に相当する総代を置き、行政事務をおこなうこととした。
- 1913年（大正2年）6月 - 大谷出張所廃止。

### 郡発足以降の沿革
- 1915年（大正4年）6月26日 - 「樺太ノ郡町村編制ニ関スル件」（大正4年勅令第101号）の施行により、行政区画として栄浜郡が発足。発足時は栄浜村、福浜村、富浜村、南内淵村、北内淵村、白縫村が所属。豊原支庁が管轄。（6村）
- 1918年（大正7年） - 共通法（大正7年法律第39号）（大正7年4月17日施行）1条2項で、樺太を内地に含むと規定[34]され、終戦まで基本的に国内法が適用されることとなった。
- 1922年（大正11年） 
  - 4月1日 - 「樺太ノ地方制度ニ関スル法律」（大正10年4月8日法律第47号）と、その細則「樺太町村制」（大正11年1月23日勅令第8号）を同時に施行。「部落総代規定」廃止。
  - 10月 - 栄浜出張所廃止。
- 1923年（大正12年）4月1日（1町2村）
  - 南内淵村・北内淵村が合併して落合町となる。
  - 福浜村・富浜村が栄浜村に合併。
- 1929年（昭和4年）7月1日 - 樺太町村制の施行により、落合町（一級町村）、栄浜村、白縫村（二級町村）が発足。
- 1937年（昭和12年）7月1日 - 豊原支庁が豊栄支庁に改称。
- 1942年（昭和17年）11月 - 豊原郡・栄浜郡の区域をもって豊栄郡が発足。同日栄浜郡消滅。